# Larche, Alpes-de-Haute-Provence

Le Brusquet este o comună în departamentul Alpes-de-Haute-Provence din sud-estul Franței. În 1 ianuarie 2018 avea o populație de 57 de locuitori.